# Jean-Marie Massaud

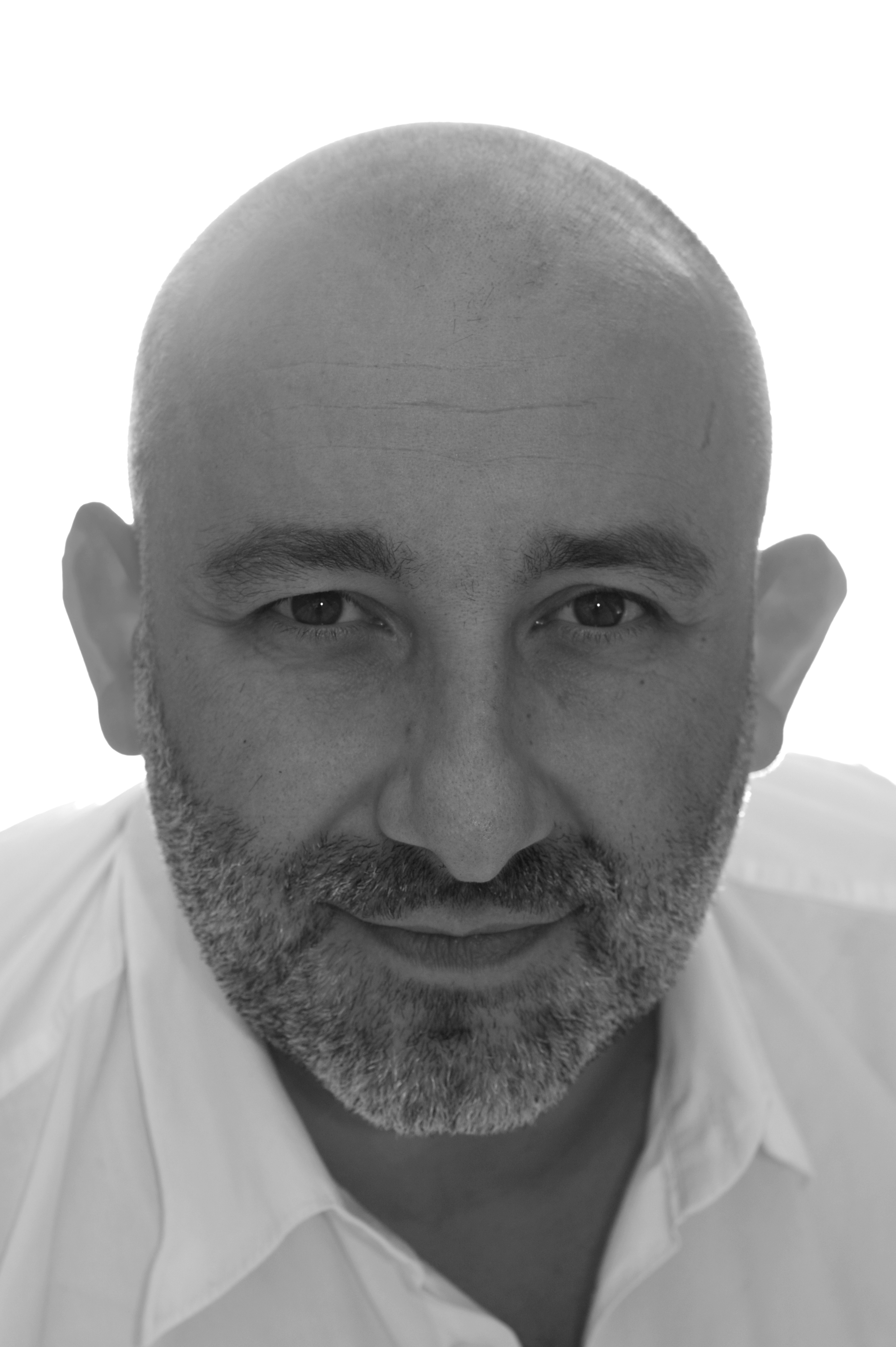
Jean-Marie Massaud (2009)

Jean-Marie Massaud (* 8. September 1966 in Toulouse/Frankreich) ist ein französischer Designer.

## Leben
Jean-Marie Massaud besuchte die Designhochschule École nationale supérieure de création industrielle „Les Ateliers“ in Paris. Nach seinem Abschluss im Jahr 1990 arbeitete er in Asien und bei Marc Berthier (1992–96). 1996 gründete er ein eigenes Designstudio.

## Werk
Zusammen mit Daniel Pouzet gründete Massaud im Jahr 2000 das Studio Massaud, das Designarbeiten und architektonische Projekte wie das Estadio Chivas in Guadalajara realisierte.
Massauds Arbeiten im Bereich Produktdesign reichen von industriellen Produkten bis hin zu Möbelstücken. Im architektonischen Bereich zählen Projekte wie die Lancôme-Stores zu seinen Werken.
Seine Arbeiten wurden mehrfach ausgezeichnet und ausgestellt.